# Сильвия Аквитанская
Блаже́нная Си́львия или Са́львия, Сильва́ния (лат. Silvia, Silvania) (ум. ок. 420) — сестра или же невестка уроженца Аквитании префекта Руфина, одно время отождествлявшаяся с автором паломнического сочинения, позже атрибутированного Эгерии.

## Биография

### Путешествие
О её паломничестве, благодаря которому она была отождествлена с автором анонимного на тот момент сочинения, рассказывает Палладий Еленопольский в своем «Лавсаике». Упомянутое Палладием путешествие было совершено во второе консульство Феодосия, в 388 году.
Палладий рассказывает, что, отправившись со спутниками из Иерусалима в Египет, он провожал блаженную Сильвию, деву, сестру Руфина, бывшего префектом. Когда они прибыли в Пелусий, некто Иувин диакон (впоследствии епископ Аскалонский), изнемогавший от жары, омыл в холодной воде руки и ноги и затем уснул. Сильвия, увидав это, начала его укорять за изнеженность, говоря, что ему как молодому человеку не подобало делать этого, по причине многих искушений, которые за сим следуют. «Верь мне, сказала она, мне идет уже шестидесятый год, и я не омывала ничего, кроме оконечностей рук, и то ради причащения, хотя и страдала от многих болезней, и хотя врачи и принуждали меня к купаниям; однако я не дозволяла слушаться велений плоти, не спала на постели, и не садилась никогда в лектику».
Палладий зовет её ученейшей, потому что она так полюбила науку, что ночи превращала в день, и изучала все творения древних, писавших толкование на Священное писание — Оригена, Григория, Пиерия, Стефана, Василия и многих других ученейших мужей.
Во время своего пребывания в Иерусалиме Сильвия виделась с пресвитером Руфином, стоявшим во главе женского учрежденного святой Меланией, общежития, и поручила ему перевести с греческого на латинский творения Святого Климента, что он и исполнил, однако, уже после кончины Сильвии (Rufin. praef. ad Eecognit.).

### Дальнейшая жизнь
Затем Палладий рассказывает, что прибыв в Константинополь, она была там задержана своим братом Руфином, и руководила в духовных подвигах Олимпиадой, благочестивой и святой женой.
Около 400 года Сильвия живет в Италии: когда Сульпиций Север, выстроив базилику, искал необходимых для освящения святых мощей, он обратился с просьбою об этом к Павлину, епископу Ноланскому. Последний отвечал, что он в настоящее время не имеет таких сокровищ, но что Сильвия обещала дать мощи многих восточных мучеников Виктору, через которого происходила переписка Севера с Павлином.
Сильвия умерла в Бриксии и погребена епископом Гавденцием в церкви «Собора Святых» (Concilium Sanctorum). Вскоре она была причтена к лику святых и память её празднуется римской церковью 15 декабря.

## Отождествление с Эгерией
С 1884 по 1903 гг. Сильвия отождествлялась с автором анонимного паломнического сочинения, позже атрибутированного Эгерии. Эту версию выдвинул Гамуррини, нашедший анонимную рукопись, она отпала, когда в 1903 году был обнаружен другой письменный источник, цитировавший рукопись с упоминанием автора (см. статью). Поскольку благодаря Палладию было известно, что Сильвия совершала путешествие, а обстоятельства паломничества сочинительницы говорили о том, что она скорее всего принадлежала к высшему обществу, кандидатура Сильвии казалась ему подходящей.

## Реальность существования
Некоторые исследователи оспаривают реальность существования данной персоны, указывая, что она является результатом ошибки. Свои выводы они основывают на следующих фактах:
- Палладий в оригинальном греческом тексте говорит о сестре Руфина по имени «Сильвания», что в латинском переводе превратилось в «Сильвию».
- Таким образом, сестра Руфина, и канонизированная женщина — два разных человека.

Дом Кутберт Батлер даже предположил, что Святая Сильвия из Аквитании — абсолютно вымышленный персонаж.